# RED MAKER
RED MAKER株式会社（レッドメーカー）は、東京都港区に本社を置く企業。RED°（レッド）ブランドを用いて、東京タワー内のテーマパーク運営やIPコンテンツ事業などを手掛けている。

## 概要
「東京eスポーツゲート株式会社」として2020年12月に設立された。代表取締役社長の原康雄は、リクルートにて人事企画、新規事業開発などを歴任。その後、投資・開発・アセットマネジメントまで各種の施設開発・運営を手がける企業の代表を経て、2020年に東京eスポーツゲート株式会社を設立。
2020年4月20日に「RED° TOKYO TOWER（レッドトーキョータワー）」を開業後、リアル×デジタルをテーマに「RED°」ブランドの施設を続々と開業させている。

## 沿革
- 2020年（令和2年）12月8日 - 東京eスポーツゲート株式会社として東京都区部京都千代田区に設立。
- 2022年（令和4年）
  - 4月20日 - 東京タワー「フットタウン」内の3階から5階に、広さ面積約5600㎡のテーマパーク「RED° TOKYO TOWER」を開業[1][2]。
  - 4月 - ECショップ「RED° E-SHOP」オープン。
  - 4月26日 - 本社を現在地に移転。
  - 4月29日 - 東京都文京区に「RED° E-SAUNA UENO」を開業。
  - 7月1日 - 東京タワーフットタウン 1階に食堂「RED° SHOKUDO」とキッズパーク「RED° KIDS」を開業。
  - 11月1日 - 公式Vtuber「RED° Vtuber」から「恋鈴さーもん」デビュー[3]。
  - 11月8日 - 日本の次世代を担うクリエイターにグローバル進出のゲートウェイとして「RED° TOKYO TOWER」を開放する「NEXT JAPAN」プロジェクト始動。
- 2023年（令和5年）1月1日 - 社名をTEG株式会社へ変更[4]。
- 2025年（令和7年）4月20日 - 社名をRED MAKER株式会社へ変更[5]。